# Sławomir Maciuszek
Sławomir Maciuszek (ur. 14 kwietnia 1973 w Nysie) – polski piłkarz grający na pozycji pomocnika. Z drużyną Amiki Wronki zdobył Puchar Polski w roku 1999.